# Regnozaur
Regnozaur (Regnosaurus northamptoni) – dinozaur z grupy stegozaurów (Stegosauria).
Żył w okresie wczesnej kredy (ok. 137-121 mln lat temu) na terenach współczesnej Europy. Długość ciała ok. 4 m, wysokość ok. 1,5 m, masa ok. 300 kg. Jego szczątki znaleziono w Anglii (w hrabstwie Sussex).